# Euro Neuro
Az Euro Neuro egy dal, mely Montenegrót képviselte a 2012-es Eurovíziós Dalfesztiválon. A dalt a montenegrói Rambo Amadeus adta elő többnyire angol nyelven.
A dalt 2012. március 15-én mutatták be az RTCG montenegrói közszolgálati csatornán. Szövegét maga az előadó szerezte, míg a zenéjét a szlovén Magnificónak köszönheti.
Az Eurovíziós Dalfesztiválon a dalt a május 22-én rendezett első elődöntőben adták elő, a fellépési sorrendben elsőként az izlandi Gréta Salóme és Jónsi Never Forget című dala előtt. Az elődöntőben 20 ponttal a 15. helyen végzett, így nem jutott tovább a döntőbe.
A következő montenegrói induló a Who See és Nina Žižić Igranka című dala volt a 2013-as Eurovíziós Dalfesztiválon.

## Külső hivatkozások
- Dalszöveg
- YouTube videó: Rambo Amadeus - Euro Neuro